# Positionsartilleriregementet
Positionsartilleriregementet (A 9) var ett artilleriförband inom svenska armén som verkade i olika former åren 1903–1927. Förbandsledningen var förlagd i Stockholms garnison i Stockholm.

## Historia

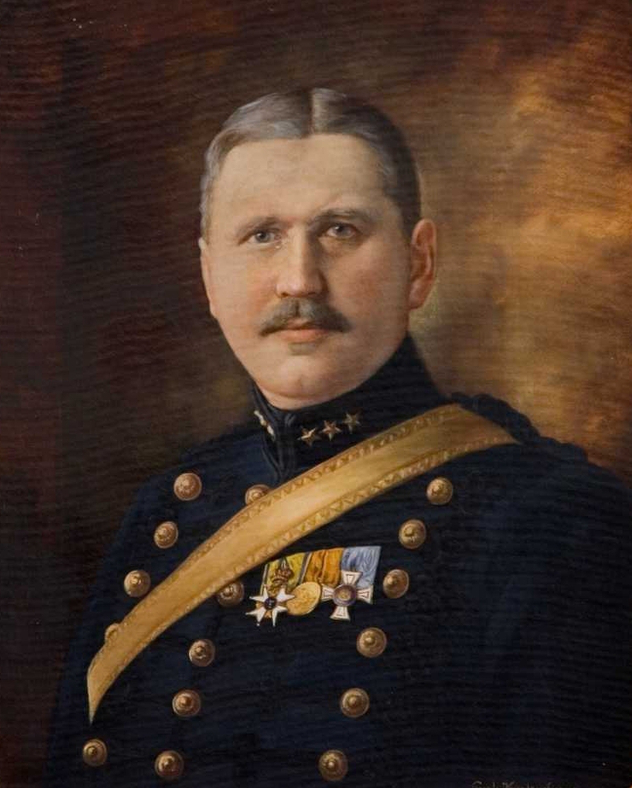
Oswald Kuylenstierna iklädd regementets uniform med en Attila m/1872 för en kapten.

### Bildandet
Positionsartilleriregementet tillkom genom försvarsbeslutet 1901 och bildades officiellt den 23 januari 1903 i Stockholm. Dock hade värnpliktsutbildning redan påbörjats i Stockholm den 24 april 1902.

### Ordningsnumret
I samband med 1914 års härordning justerades 1914 samtliga ordningsnummer inom armén. För Positionsartilleriregementet innebar det att regementet blev tilldelad beteckningen A 9. Justeringen av beteckningen gjordes för att särskilja regementen och kårer mellan truppslagen. Det med bakgrund till att namn och nummer som till exempel № 3 Livregementets grenadjärkår och № 3 Livregementets husarkår kunde förefalla egendomliga för den som inte kände till att förbanden ifråga tillhörde skilda truppslag.

### 1925 års försvarsbeslut
Inför försvarsbeslutet 1925 lämnade den 15 mars 1923, en från 1919 tillsatt försvarsrevision, sitt huvudbetänkande, vilken föreslog att Positionsartilleriregementet skulle omorganiseras och tilldelas namnet Stockholms artilleriregemente. Det omorganiserade regementet skulle bestå av en haubits- och en luftvärnsdivision. Riksdagen beslutade dock genom försvarsbeslutet 1925 att Smålands artilleriregemente skulle avvecklas och utgå ur freds- och krigsorganisationen den 31 december 1927. Vidare skulle Positionsartilleriregementet omorganiseras bland annat genom att ballongformationer ur ingenjörtrupperna skulle överföras till Positionsartilleriregementet, som då samtidigt skulle bilda ett arméartilleriregemente. I praktiken blev det dock så att Positionsartilleriregementet sammanslogs den 1 januari 1928 med Smålands artilleriregemente och antog namnet Smålands arméartilleriregemente (A 6). Den 4 oktober 1927 hölls i Stockholm en avvecklingsceremoni över Positionsartilleriregementet. Kvarvarande delar i Stockholm övergick från den 1 januari 1928 till en avvecklingsorganisation, vilken upplöstes i sin tur den 31 mars 1928.

## Verksamhet
Regementet var ett tungt artilleriförband organiserat på två divisioner om tre batterier, beväpnade med 12 centimeters positionshaubitser samt kulsprutor. Positionsartilleri var pjäser med hög lavett avsedda att stå bakom en fästningsvall. År 1906 beslutade man att anskaffa 15cm haubits m/06 till regementet, vilka tillfördes samtliga batterier vid regementet 1919.

## Förläggningar och övningsplatser
När regementet bildades förlades det 1902 till Kvarteret Krubban vid Storgatan i Stockholm, vilket var ett kasernetablissement som ursprungligen hade uppförts till Livgardet till häst. Efter att Positionsartilleriregementet sammanslogs och uppgick i Smålands arméartilleriregemente, blev den nya förläggningen i Jönköping. Det tomma kasernetablissementet som Positionsartilleriregementet lämnade efter sig beslöt regeringen att upplåta åt Statens historiska museer.

## Förbandschefer
Nedan anges regementscheferna åren 1903–1927.

- 1903–1904: Axel Bergenzaun
- 1904–1911: John Moberg
- 1911–1920: William Bergman
- 1920–1927: Gustaf af Wetterstedt

## Namn, beteckning och förläggningsort
| Kungl. Positionsartilleriregementet | 1903-01-23 | – | 1927-12-31 |
| Avvecklingsorganisation             | 1928-01-01 | – | 1928-03-31 |

| № 9 | 1903-01-23 | – | 1914-09-30 |
| A 9 | 1914-10-01 | – | 1927-12-31 |

| Stockholms garnison (F) | 1902-04-05 | – | 1928-03-31 |

## Galleri

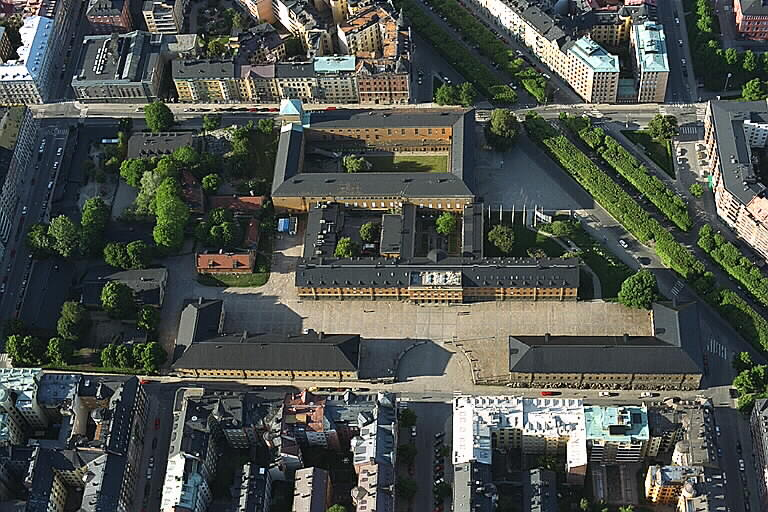
Flygbild från 1994 över regementets före detta kaserner i Stockholm.
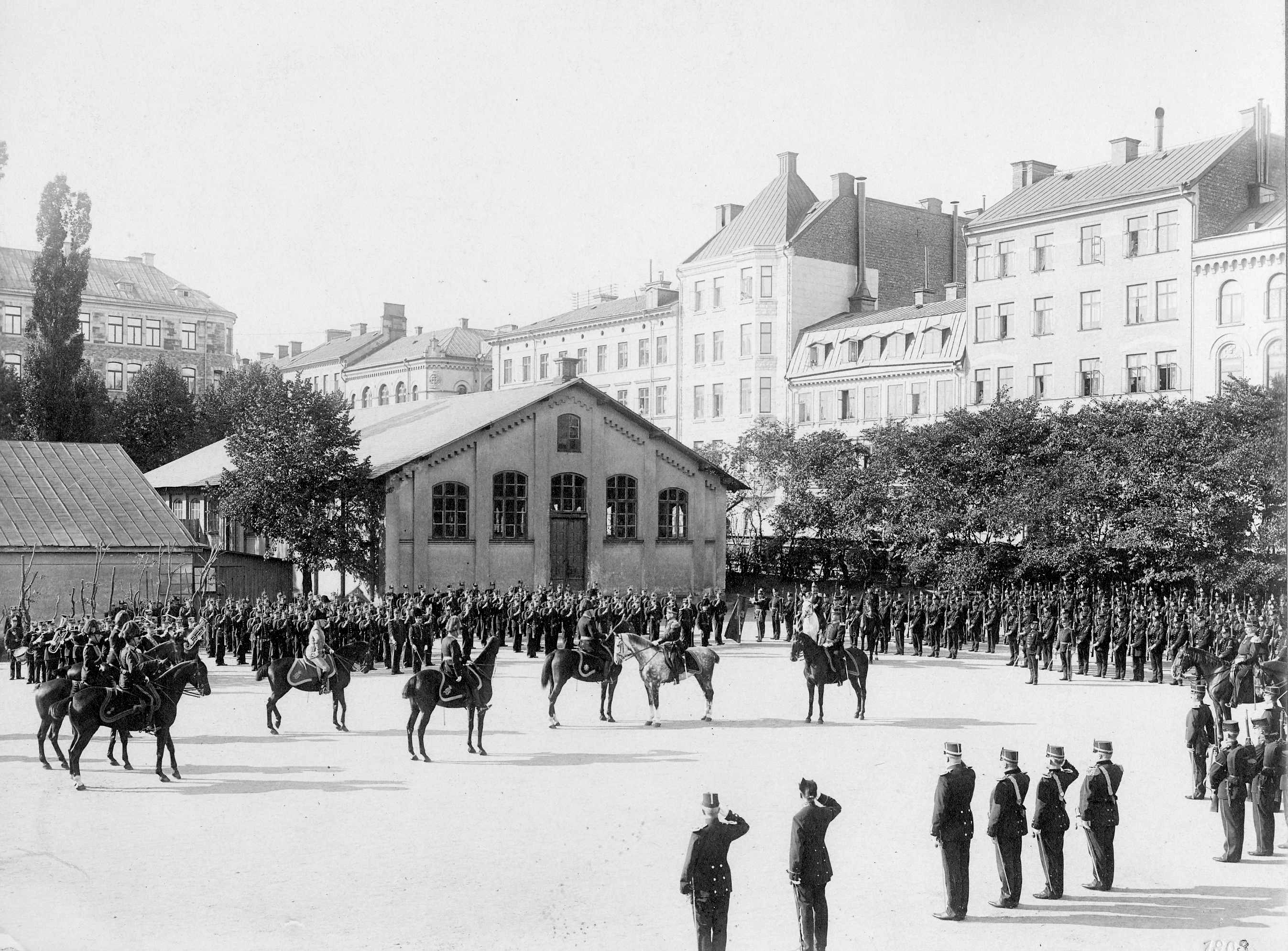
Positionsartilleriregementet på kaserngården vid Storgatan 1903, soldaterna iförda uniform m/1886. Till vänster spelar musikkåren, i mitten ett flertal officerare till häst.
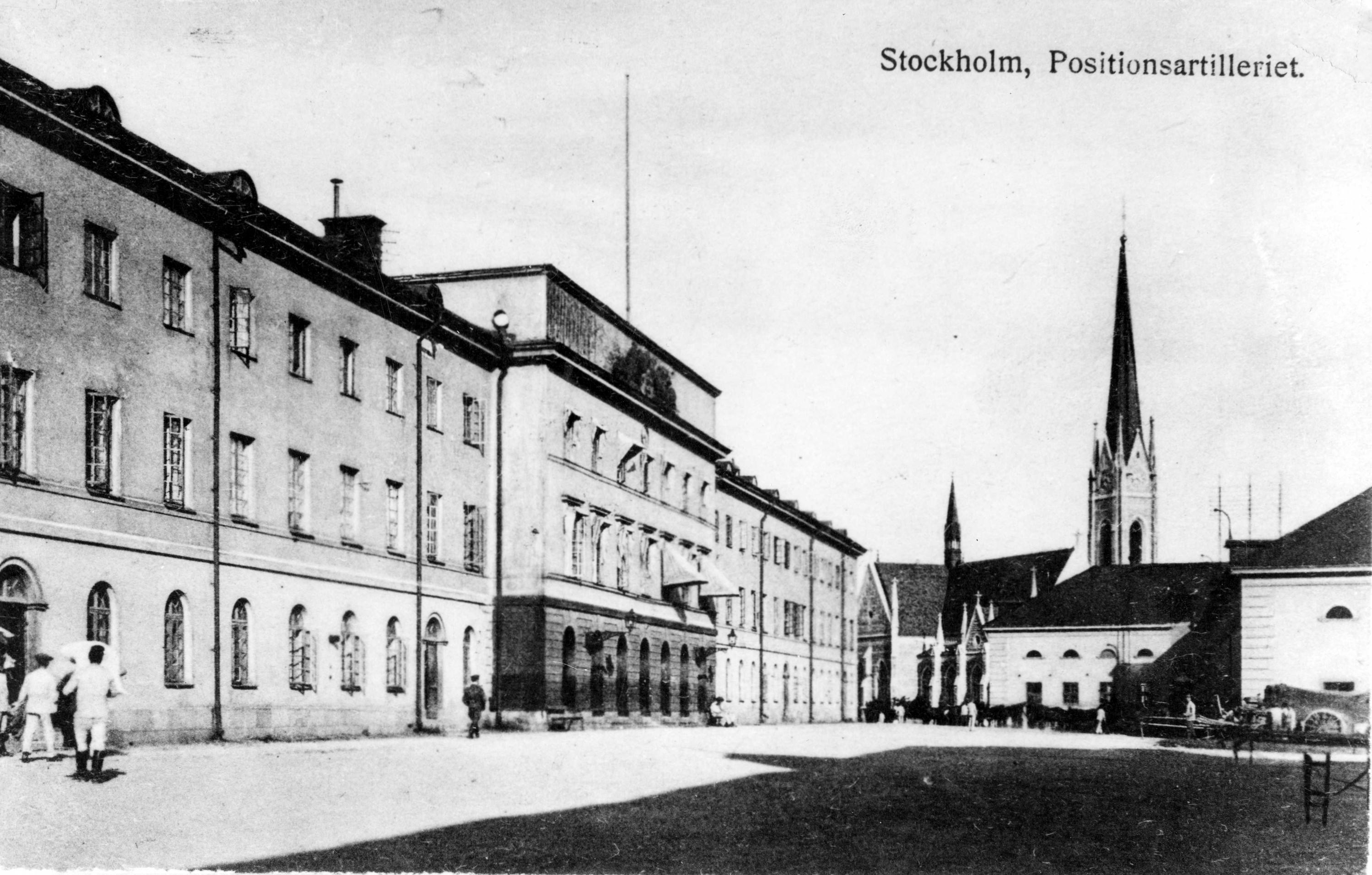
Positionsartilleriregementets kaserner i Stockholm.
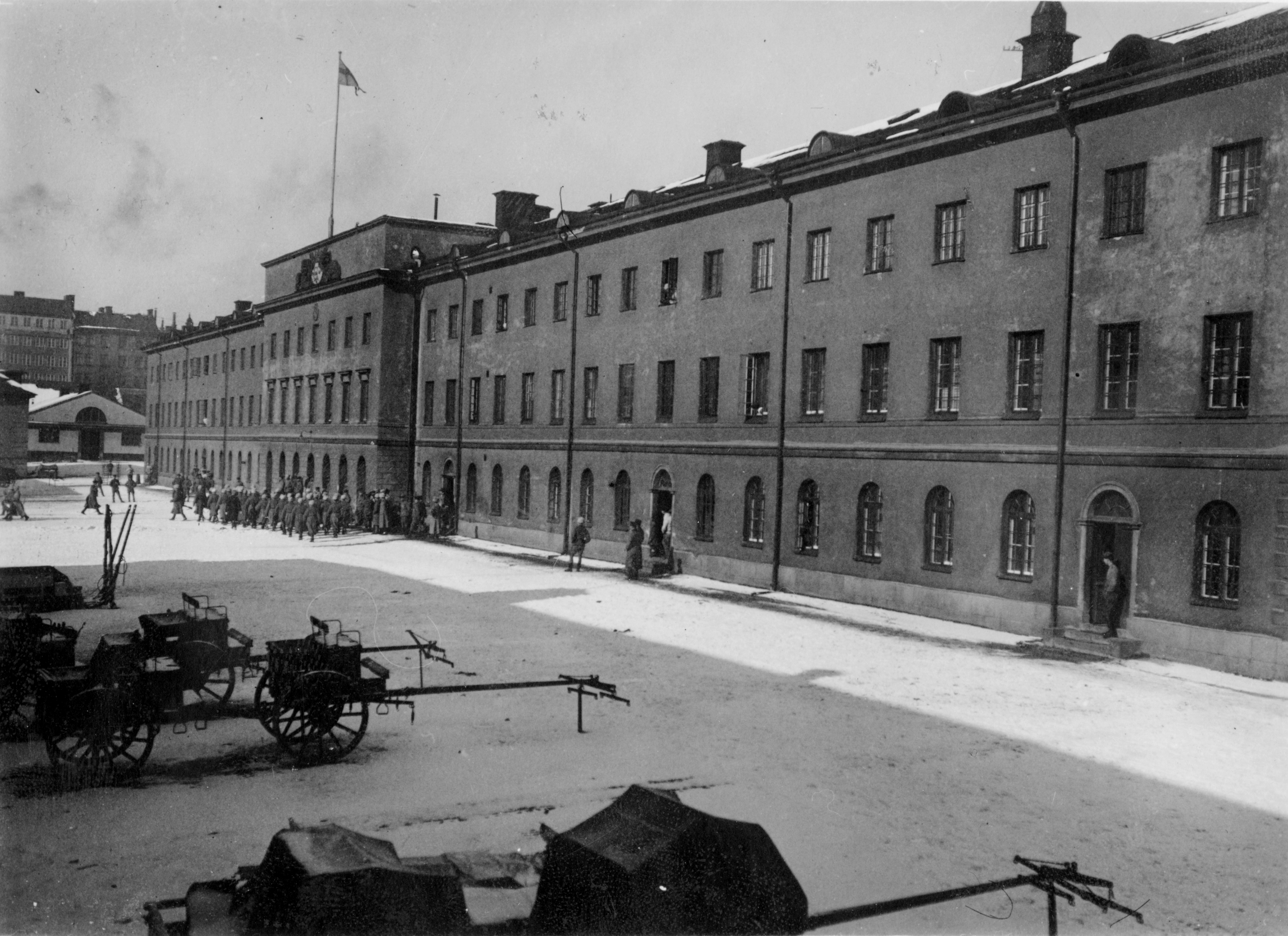
Positionsartilleriregementets kaserner i Stockholm.
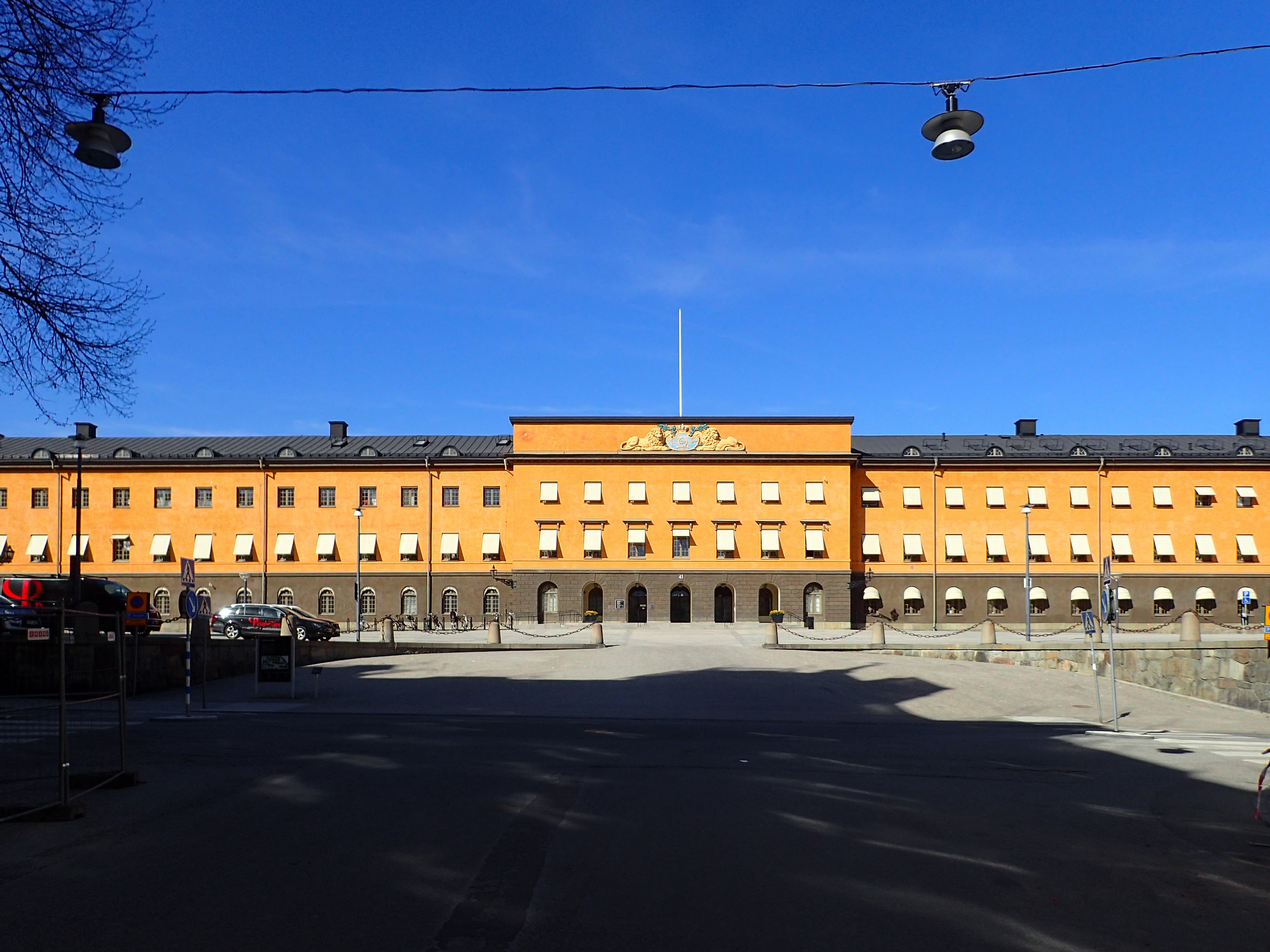
Positionsartilleriregementets kaserner i Stockholm.
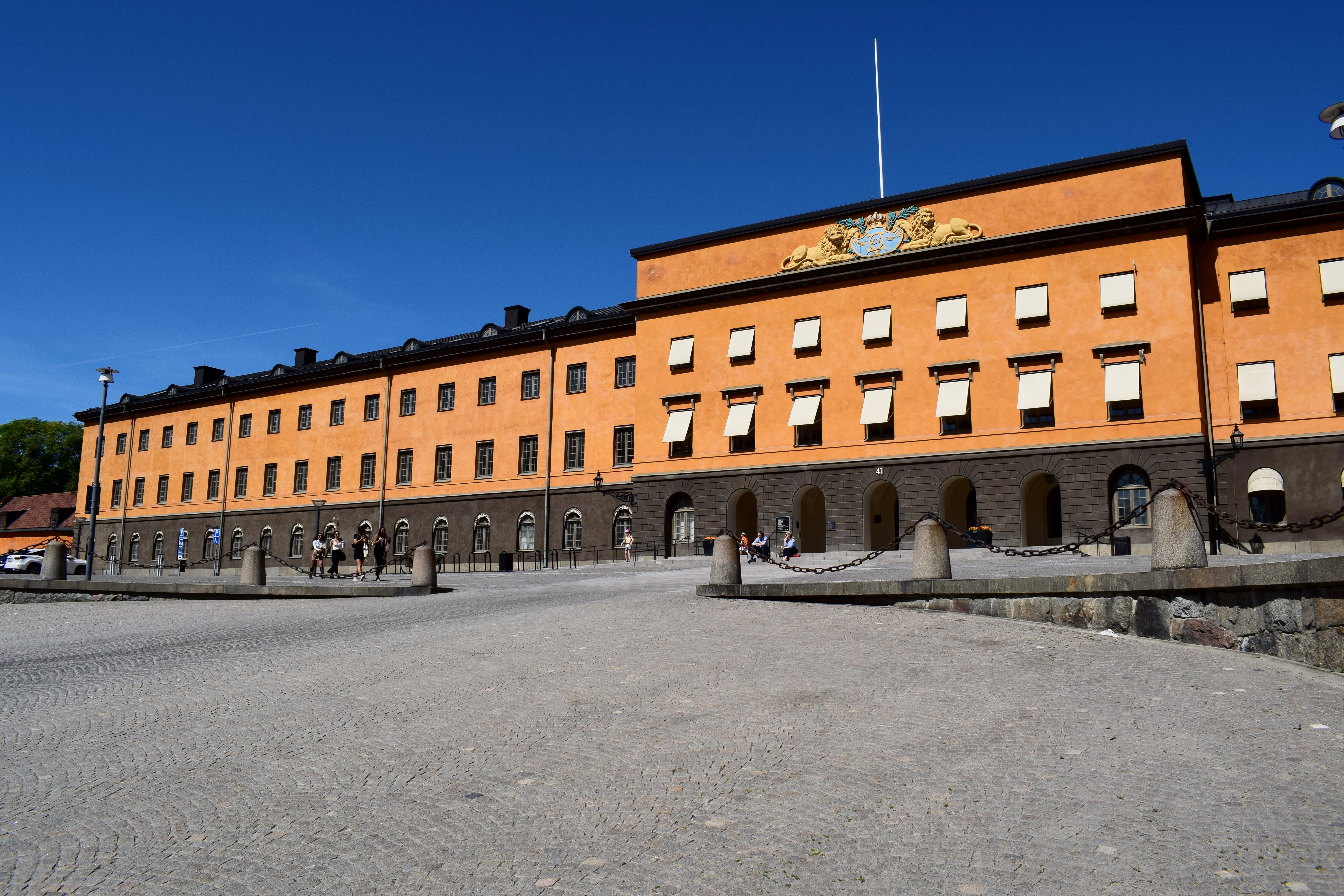
Positionsartilleriregementets kaserner i Stockholm.
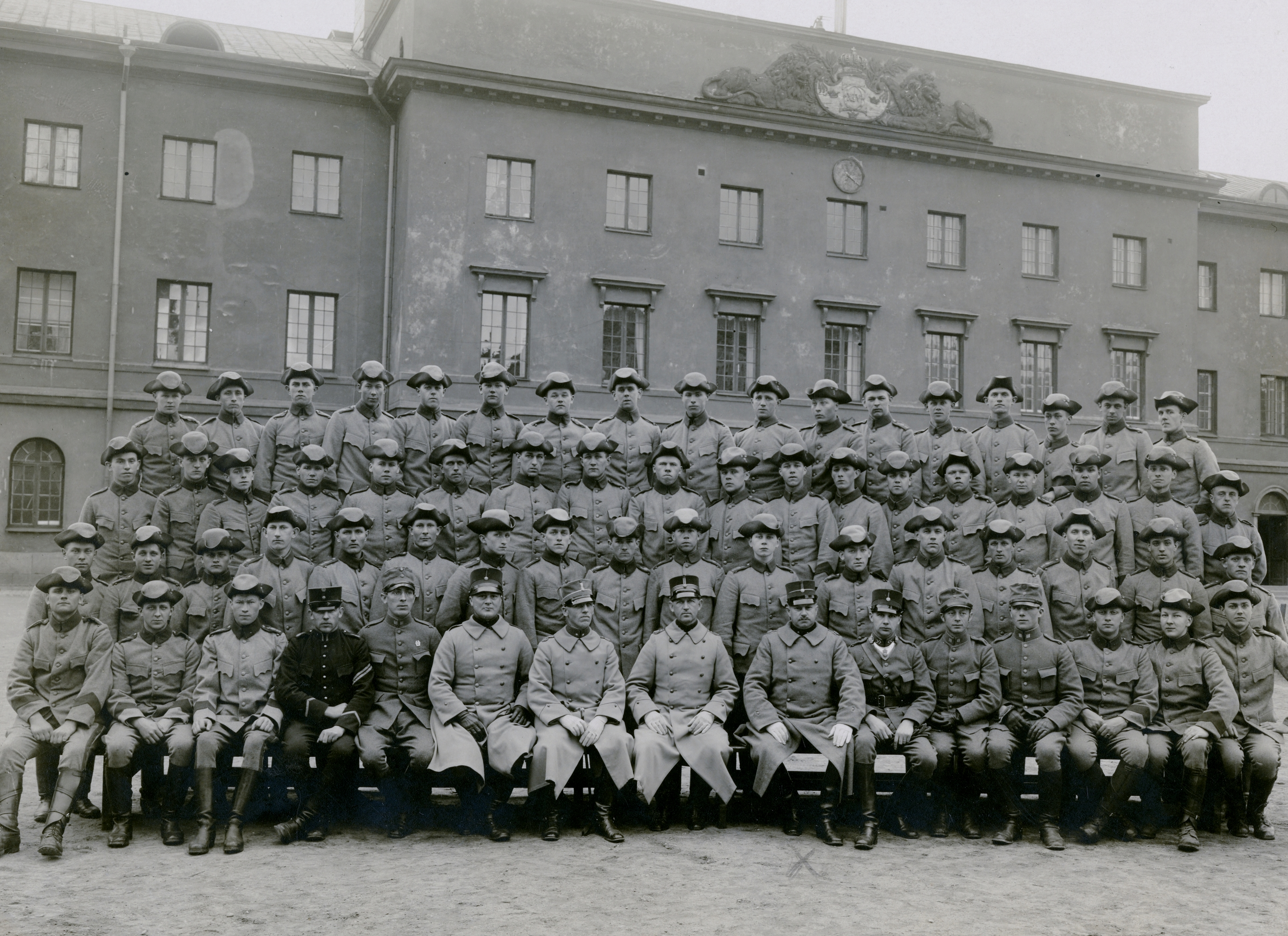
Grupporträtt av officerare och soldater vid Positionsartilleriregementet inför att regementet skulle upplösas.
Minnestavla över bland annat Positionsartilleriregementet.